# Patrick Süskind
Patrick Süskind (Ambach, Baviera, 26 de març de 1949) és un escriptor i guionista alemany.

## Biografia
Patrick Süskind va créixer a la ciutat bavaresa de Holzhausen i és fill de l'escriptor, traductor i durant molts anys treballador del diari alemany Süddeutsche Zeitung Wilhelm Emanuel Süskind.
Després del batxillerat estudià Història Medieval i Moderna a la Universitat de Múnic i també durant un temps a Ais de Provença, encara que finalment deixà els seus estudis.
Süskind és un escriptor que no concedeix gaires entrevistes, viu retirat del circuit promocional i fins i tot ha rebutjat premis literaris, com el Gutenberg.

## Obra
L'obra més coneguda de l'autor és la novel·la històrica El perfum (1985), ambientada al segle xviii i traduïda en un mínim de 45 llengües, i que ha estat un gran èxit de vendes a nivell internacional. L'any 2006 s'estrenà una pel·lícula del director alemany Tom Tykwer basada en aquesta obra, parcialment rodada a Barcelona i Girona.
També cal destacar la seva obra teatral El contrabaix (1981), una de les peces que s'ha representat durant més temps sobre els escenaris alemanys.

## Llista d'obres traduïdes al català
- El contrabaix. Trad. de Carme Gala. Barcelona: Columna, 1981.
- El perfum: història d'un assassí. Trad. de Judith Vilar. Barcelona: Seix Barral, 1985. ISBN 978-84-96863-32-3.
- El colom. Trad. de Judith Vilar. Barcelona: Seix Barral, 1987. ISBN 978-84-664-0579-9.
- La Història del senyor Sommer. Trad. de Núria Mirabet. Barcelona: Cercle de Lectors, 1991 ISBN 978-84-7809-318-2.[1]
- Tres històries i una consideració. Trad. de Carme Gala. Barcelona: Columna, 1996. ISBN 978-84-8300-106-6.
- Sobre l'amor i la mort. Trad. de Carme Gala. Barcelona: Columna, 2006. ISBN 978-84-664-0733-5.
- Un combat. Trad. de Joan Ferrarons. Barcelona: Ara Llibres, 2019.